# Pseudozonitis maculicollis
Pseudozonitis maculicollis är en skalbaggsart som först beskrevs av Macswain 1951.  Pseudozonitis maculicollis ingår i släktet Pseudozonitis och familjen oljebaggar. Inga underarter finns listade i Catalogue of Life.